# Giorgio Cedreno
Giorgio Cedreno (in greco Γεώργιος Κεδρηνός?, Geórghios Kedrinós; XI secolo; fl. XI secolo) è stato uno storico bizantino.

## Biografia
La sua opera è Una storia concisa del mondo (Σύνοψις ἱστοριῶν), scritta negli anni 50 dell'XI secolo, che copre dalla creazione del mondo, fino ai suoi giorni. Cedreno è una delle poche fonti in grado d'informarci sulla politica dei Cazari dopo il sacco di Atil del 969.